# Friesach

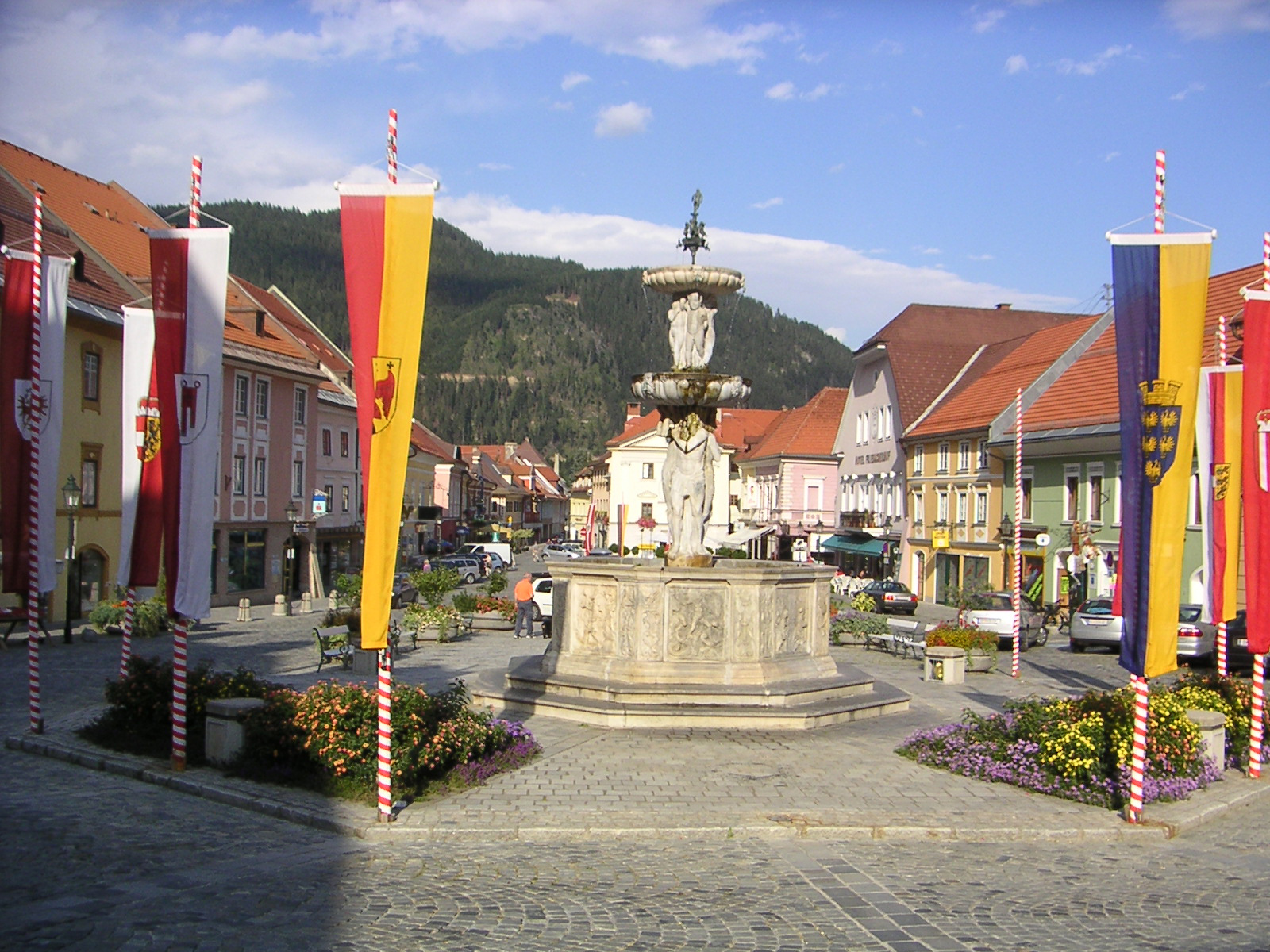
Torget.

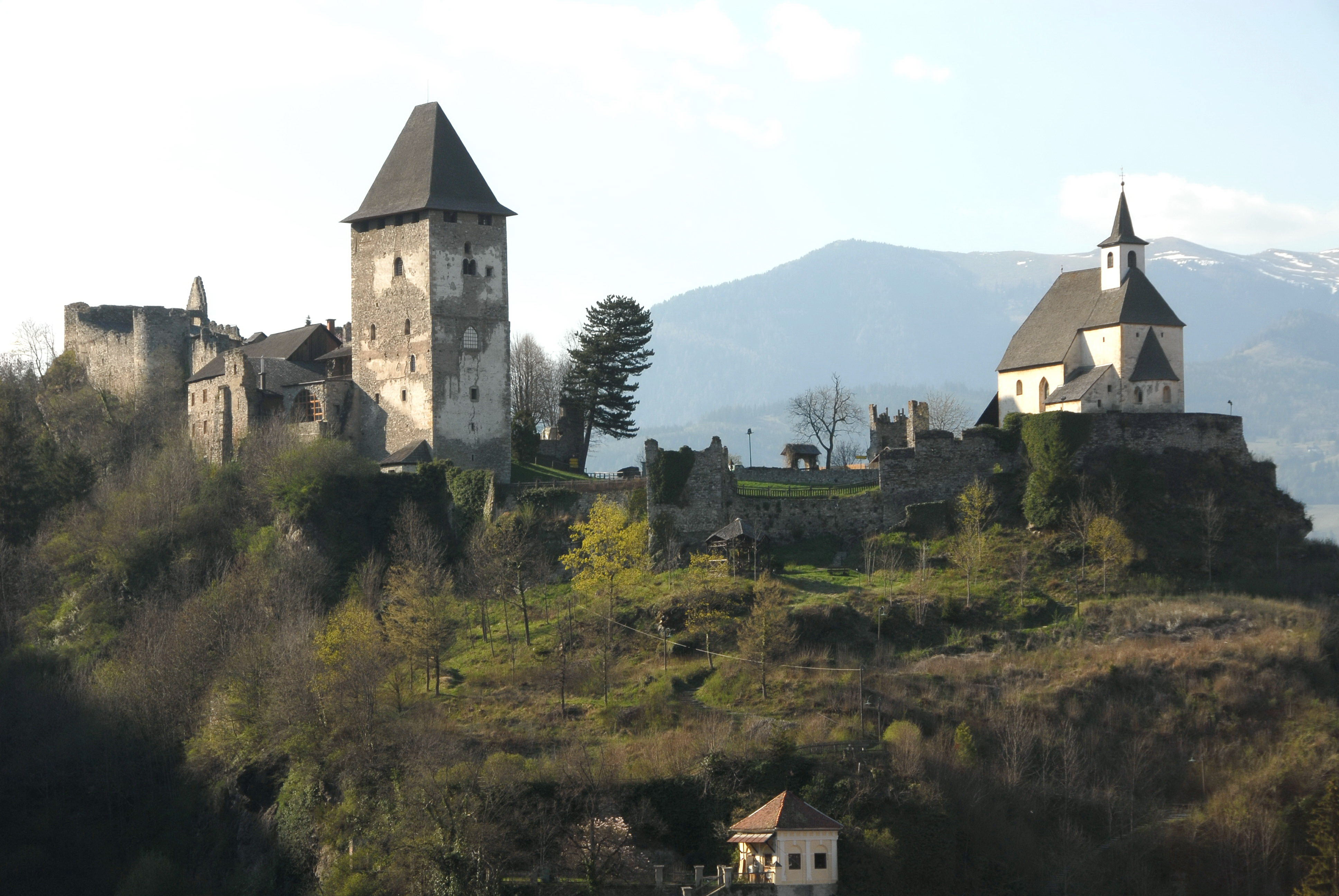
Borgen och kyrkan på Petersberget.

Friesach (slovenska: Breže) är en stadskommun i distriktet Sankt Veit an der Glan i förbundslandet Kärnten i Österrike. Staden är belägen i nordöstra Kärnten vid floden Metnitz. 

## Historia
En gård ”Friesah” omnämndes för första gången i ett gåvobrev redan år 860. Söder om gården grundade greve Wilhelm mellan 1016 och 1028 en köping som snabbt utvecklades till ett viktigt handelscentrum på grund av sitt fördelaktiga läge vid handelsvägen mellan Wien och Venedig. På 1100-talet började biskoparna av Salzburg prägla mynt i Friesach, den s.k. ”Friesacher Pfennig”. Orten fick stapelrättigheter och upphöjdes till stad år 1215.
Friesach var under den här tiden även ett religiöst centrum. Ärkebiskoparna av Salzburg uppförde där ett residens och talrika orden grundade kloster i staden. Men vid slutet av 1200-talet erövrades, plundrades och brändes staden flera gånger till följd av stridigheter mellan Salzburgs ärkebiskopar och habsburgarna och Böhmen. Staden förblev i Salzburgs ägo fram till 1803, men förlorade sin betydelse och lyckades inte återanknyta till den ekonomiska och kulturella blomstringstiden under medeltiden.

## Stadsbild och sevärdheter
Staden är känd för sina medeltida byggnader. Den gamla staden omges av en väl behållen stadsmur med vallgrav. Bland de medeltida byggnaderna utmärker sig den romanisk-gotiska stadskyrkan från 1100- till 1300-talet, Tyska ordens kyrka (1200-talet, ombyggd 1492), Dominikankyrkan (1251-55) och dominikanklostret samt borgen på Petersberg från 1000- och 1100-talen, idag till stora delar en ruin. I borgens kärntorn finns stadsmuseet. Ytterligare två borgruiner och en kyrkoruin från 1100- och 1200-talen finns nära staden. Vid det långsamt stigande torget står det gamla rådhuset och på torget stadsbrunnen från 1563 i renässansstil.

## Orter
Kommunen består av 43 orter (Ortschaften) (inom parentes invånarantal 1 januari 2024):

- Dobritsch (13)
- Dörfl (12)
- Engelsdorf (371)
- Friesach (1 944)
- Gaisberg (75)
- Grafendorf (244)
- Guldendorf (4)
- Gundersdorf (5)
- Gunzenberg (9)
- Gwerz (50)
- Harold (16)
- Hartmannsdorf (11)
- Hundsdorf (4)
- Ingolsthal (90)
- Judendorf (69)
- Kräuping (13)
- Leimersberg (11)
- Mayerhofen (11)
- Moserwinkl (22)
- Oberdorf I (22)
- Oberdorf II (13)
- Olsa (467)
- Pabenberg (43)
- Reisenberg (24)
- Roßbach (49)
- Sattelbogen (11)
- Schratzbach (31)
- Schwall (43)
- Silbermann (16)
- St. Johann (128)
- St. Salvator (523)
- St. Stefan (82)
- Staudachhof (39)
- Stegsdorf (14)
- Timrian (11)
- Wagendorf (7)
- Wels (5)
- Wiegen (9)
- Wiesen (11)
- Zeltschach (196)
- Zeltschachberg (18)
- Zienitzen (131)
- Zmuck (16)

## Näringsliv
I staden finns det små och medelstora företag inom metall- och textilindustrin samt många små företag inom turistnäringen.

## Kommunikationer
Friesach ligger vid Sydbanan. Genom Friesach går riksvägen B317 (Judenburg – Sankt Veit an der Glan).

## Vänorter
- Cormons, Italien
- Bad Griesbach im Rottal, Tyskland